# Pandora inaequivalvis
Pandora inaequivalvis ist eine Muschel-Art aus der Familie der Büchsenmuscheln (Pandoridae).

## Merkmale
Das ungleichklappige Gehäuse wird bis zu 4 cm lang. Die rechte Klappe ist flach oder sogar geringfügig konkav gewölbt. Das Gehäuse ist insgesamt flach, das Verhältnis beträgt Länge: 3,5 cm, Höhe 1,9 cm und Dicke 0,6 cm. Das Gehäuse ist auch ungleichseitig, die kleinen Wirbel sitzen vor der Mittellinie. Der Umriss des Gehäuses ist bootsförmig und am Hinterende abgestutzt. Der hintere Dorsalrand ist lang und konkav gewölbt und steigt zum gewinkelten Ende bzw. Übergang zum Hinterrand an. Der hintere Gehäuseteil ist verlängert und zu einem „Schnabel“ ausgezogen. Der vordere Dorsalrand ist schwach konvex gewölbt und fällt ebenfalls flach zum gerundeten Vorderende ab. Der Ventralrand ist sehr breit gerundet.
Der Rand der rechten Klappe ist nur schwach verkalkt, der Rand besteht daher aus Periostracum-Material, das exakt in die linke Klappe passt, wenn das Gehäuse geschlossen ist. Auch in der Siphonalregion ist der Gehäuserand nur schwach verkalkt. Das Gehäuse ist außerdem in der Längsachse gedreht. Die hinteren zwei Drittel des Ventralrandes sind so verdreht, dass sie den Dorsalrand der linken Klappe verdecken. Der vordere Teil der linken Klappe überlappt den Wirbel der rechten Klappe. Das Gehäuse klaffte am vorderen und am hinteren Ende.
In jeder Klappe ist in der Schlossregion je ein Hauptzahn vorhanden. Der Zahn der rechten Klappe ist größer und sitzt im rechten Winkel zur Schlossplatte. Er passt exakt in eine Grube in der linken Klappe. Das Ligament liegt innen und ist nur ein dünnes Band. Es zeigt mit einem Winkel von etwa 45° (vom Dorsalrand gesehen) nach hinten. Die Lunula ist schmal und eingetieft. Die Area ist schmal und lanzettförmig. Das Periostracum der beiden Klappen ist über dem Dorsalrand verwachsen und bildet eine Art sekundäres Ligament. Die Mantelenden sind am Ventralrand weitgehend miteinander verwachsen. Die Öffnung für den Fuß nimmt nur etwa ein Drittel des Ventralrandes ein. Es ist keine Schlossplatte vorhanden. In der rechten Klappe sitzt vor dem Ligament ein zahnartiger Vorsprung. In der linken Klappe ist vor dem Ligament eine Verdickung, die über zwei Drittel – aber nicht exakt parallel – zum Dorsalrand verläuft. In dieser Verdickung ist eine Lücke für das Ligament. Es sind zwei Schließmuskeln vorhanden. Der hintere Schließmuskel sitzt jedoch in etwa auf der Hälfte zwischen Hinterrand und Wirbel, der vordere Schließmuskel randlich am Vorderende. Die Mantellinie ist nicht durchgehend, sondern besteht aus einer Linie aus Punkten. Sie ist nicht eingebuchtet.
Die weißliche Schale ist dünn und zerbrechlich. Sie ist aragonitisch mit einer inneren Lage von schichtigem Perlmutter, einer mittleren Lage aus lentikularem Perlmutter und einer äußeren prismatischen Lage. Die Ornamentierung besteht aus randparallelen Anwachsstreifen. Auf der linken Klappe verlaufen zwei radiale vom Wirbel zum oberen Teil des Hinterrandes („Schnabel“). Der innere Gehäuserand ist glatt. Das Periostracum ist beige bis hellbraun. Auf der hintere Schnabelregion heften oft Sandkörner an.

## Geographische Verbreitung und Lebensraum
Das Verbreitungsgebiet reicht von der Südküste der Britischen Inseln bis nach Nordafrika, und in das Mittelmeer hinein.
Die Tiere leben in geschützten Buchten auf sandigen Böden unterhalb der Gezeitenlinie. Sie liegen auf der Seite auf dem Sediment oder leben halb eingegraben im Sediment.

## Lebensweise
Die Tiere sind fakultative Hermaphroditen. Die männlichen und weiblichen Geschlechtsorgane reifen zur selben Zeit heran. Die folgenden Beobachtungen wurden im Labor gemacht. Die Eier haben einen Durchmesser von 105 bis 125 µm. Kurz nachdem die Eier ins freie Wasser entlassen worden sind, bildet sich eine gelatinöse Hülle um die Eier aus, die den Durchmesser der Eier auf 300 µm vergrößert. Die Eier sind schwerer als Wasser und liegen an der Oberfläche. Nach der Befruchtung wurde nach etwa 1¼ Stunden die erste Zellteilung beobachtet, die sehr ungleich ist. Gastrulae wurden nach ungefähr 9 Stunden gebildet. Nach etwas über 17 Stunden erschienen die ersten Trochophora-Larven, die dann durch das Aufreißen der umgebenden gelatinösen Hülle ins freie Wasser abgegeben werden. Kurz danach bildet sich ein erstes, organisches, scheibenartiges Häutchen aus. Bald danach bildet sich der zweilappige Prodissoconch I aus, das Ligament ist noch nicht vorhanden und die Schale verläuft über den Dorsalrand hinweg. Nach ungefähr 24 bis 36 Stunden bildet sich das Velum aus, das aber klein bleibt (im Vergleich zu den Vela anderer Bivalvia-Veliger). Der in diesem Stadium gleichklappige Prodissoconch vergrößert sich und schließt nun den Körper ein. Nach 32 Stunden war auch schon das Ligament entstanden. Der Prodissoconch misst 175 µm in der Länge, bei einer Höhe von 120 µm. Nach etwa 100 Stunden (nach der Befruchtung) wird nun der Dissoconch gebildet. Nach 70 Stunden gingen die Veliger-Larven zum Bodenleben über und metamorphosierten. Der Fuß ist in diesem Stadium bereits voll funktionsfähig. Die Larven haben zu diesem Zeitpunkt noch keine Kiemen. Diese werden erst nach etwa 170 Stunden nach der Befruchtung gebildet. Die Larvalentwicklung ist sehr kurz im Vergleich zur Entwicklung von vielen anderen Muschelarten.

## Taxonomie
Das Taxon wurde 1758 von Carl von Linné in der Kombination Solen inaequivalvis begründet. Es ist die Typusart der Gattung Pandora Bruguière, 1797. Ein jüngeres Synonym ist Pandora rostrata Philippi, 1836.

## Belege

### Online
- Marine Bivalve Shells of the British Isles: Pandora inaequivalvis (Linnaeus, 1758), Website des National Museum Wales, Department of Natural Sciences, Cardiff